# Kościół Najświętszego Serca Pana Jezusa w Żarowie (województwo zachodniopomorskie)
Kościół Najświętszego Serca Pana Jezusa w Żarowie – katolicki kościół filialny zlokalizowany we wsi Żarowo w gminie Stargard, w powiecie stargardzkim (województwo zachodniopomorskie). Należy do parafii Świętych Apostołów Piotra i Pawła w Grzędzicach.

## Historia i architektura
Wniesiony w stylu arkadowym kościół został zbudowany w latach 1856–1858. Rozplanowany jest na rzucie prostokąta, z pięcioboczną absydą od strony wschodniej. Korpus nawowy murowany jest z kamienia polnego, natomiast wyższe partie budowli oraz ościeża okien wykonano z cegły. Nawa kryta jest dachem dwuspadowym. Szczyt wschodni ma formę schodkową i ozdobiony jest blendami. Od zachodu kościół posiada trzykondygnacyjną wieżę, nakrytą dachem namiotowym. W licu wieży umieszczone są schodkowe ceglane fryzy, okrągłe blendy oraz otwory okienne.
Wnętrze kościoła nakrywa odeskowany, belkowany stop. W prezbiterium, oddzielonym od nawy łukiem tęczowym, umieszczony jest ołtarz z obrazem Najświętszego Serca Jezusa. W zachodniej części kościoła znajduje się wsparta na czterech filarach empora muzyczna. Oryginalne ławki pochodzą z czasu budowy kościoła.
Po II wojnie światowej kościół został poświęcony jako świątynia katolicka w 1948 roku.